# Caudron Type H
Dimensions
Le Caudron Type H était un nom collectif pour trois modèles différents de Caudron de 1912-1913. L'un d'eux était un biplan amphibie à trois places construit pour l'armée française. Deux furent achevés, l'un apparaissant au Salon Aéro de Paris en novembre 1912.

## Histoire
Les frères Caudron ont utilisé les désignations H et M pour distinguer les hydravions biplans (H) des monoplans (M) dans leur catalogue pour la distribution au Salon de Paris de 1912. 
La catégorie H comprenait trois modèles différents: 
- un développement à deux sièges de l'hydroaéroplane Caudron-Fabre à hélice propulsive, construit pour Claude Grahame-White (1879-1959),
- un biplan à deux baies en configuration hélice tractive,
- et un grand biplan à trois places et trois baies qui était le seul hydravion Caudron exposé au Salon[2],[3].

Hormis quelques preuves photographiques, peu de détails ont survécu sur les deux premiers, mais on en sait plus sur l'avion du Salon, décrit ci-dessous.
On ne sait pas si le premier des deux exemplaires construits avait volé avant d'être exposé au Salon en novembre 1912. Il a été identifié comme un appareil militaire, peut-être destinée à être utilisée dans les colonies françaises et a été reçue par elles le 14 février 1913 avec la série CC5,. 
Au moins l'un des deux appareil a été modifié pour avoir un train d'atterrissage terrestre avec des paires de roues principales et un long patin sur une jambe de force en forme de N à contreventement sous chacune des paires de jambes de force interplans intérieures.
Le premier exemplaire a volé lors d'un événement organisé par le Boulogne Aero-Club le 14 juillet 1913, décollant de la plage, mais sur des flotteurs différents et plus longs.

## Description

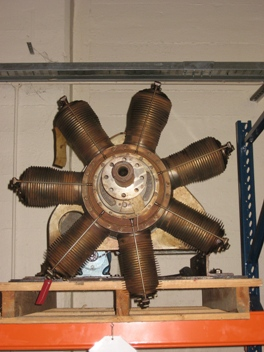
Un moteur Gnome Omega similaire au Gnome Lambda des Caudron Type H.

Mis à part son moteur à hélice tractive, la machine du Salon avait la même disposition que tous les autres modèles de biplan Caudron du Type C de 1912 au G.4 de 1915. 
Ses ailes étaient rectangulaires en dehors de leurs extrémités arrondies. Le plan supérieur (envergure 14 m) était 45 % plus grand que le plan inférieur (9,6 m). Il n'y avait pas de décalage entre les ailes et donc les trois ensembles d'entretoises interplan de chaque côté étaient parallèles et verticales,. Le contrôle du roulis se faisait par gauchissement des ailes.
Comme les autres biplans Caudron, le Type H du Salon de Paris n'avait pas de fuselage conventionnel. Au lieu de cela, une paire de poutres, chacune de profil effilé avec deux traverses verticales, étaient montées en parallèle. Sur tous les types, les poutres supérieures étaient attachés à l'aile supérieure; sur les avions terrestres, la poutre inférieure passait sous l'aile inférieure et supportait les roues du train d'atterrissage, mais sur les hydravions Caudron, les poutres étaient tenues hors de l'eau en rejoignant l'aile inférieure. 
Un plan rectangulaire horizontal servant d'empennage était placé juste sous les éléments supérieurs de la poutre à l'extrémité de la queue, avec trois petites dérives verticales rectangulaires sur sa surface supérieure entre les poutres, ce qui était unique par rapport à la norme des configurations Caudron.
Les trois membres d'équipage étaient logés dans une nacelle à flancs plats, montée au-dessus de l'aile inférieure, avec un moteur rotatif (ce sont les cylindres qui tournent) Gnome Lambda  7 cylindres de 70 ch protégé par un demi-capot dans le nez de l'avion et le pilote placé à peu près à mi-corde. 
L'avion était amphibie, avec des flotteurs courts, larges, chacun étant monté sur des paires de montants en forme de N sous les baies centrales de l'aile, secondés par deux flotteurs plus petits attachés aux poutres de queue sous l'empennage. Les flotteurs principaux sous les ailes étaient munis de roues simples avec des capotages à peu près semi-circulaires. Les flotteurs n'étaient pas suspendus et l'amortissement du train d'atterrissage se résumait à l'élasticité des pneumatiques. Cet arrangement était breveté par les frères Caudron,.